# Lightiodendron guianense
Lightiodendron es un género monotípico de plantas fanerógamas que pertenece a la familia Euphroniaceae. Su única especie: Lightiodendron guianense, es originaria de Venezuela (Bolívar), Guyana.

## Taxonomía
Lightiodendron fue descrita por (R.H.Schomb.) Rauschert y publicado en Taxon 31(3): 562. 1982.